# 台湾舌蕨
台湾舌蕨（学名：Elaphoglossum luzonicum），又名吕宋舌蕨，为萝蔓藤蕨科舌蕨属下的一个种。

## 扩展阅读
- 維基物種上的相關：台湾舌蕨